# Štimlje (gmina)
Štimlje (cyr. Штимље, alb. Shtime) – gmina w Kosowie w regionie Uroševac. Ma około 134 km² powierzchni i jest zamieszkana przez 26 954 osoby (szacunki na 2022 rok). Głównym miastem jest Štimlje.
Według spisu powszechnego z 1991 roku gmina zamieszkana była przez 21 716 Albańczyków, 971 Serbów oraz 17 Czarnogórców. Według spisu z 2011 roku było to 26 447 Albańczyków, 750 Aszkalów oraz 49 Serbów.
Gospodarkę gminy stanowi głównie rolnictwo.